# Batalla de Wagram
La batalla de Wagram (5 al 6 de julio de 1809) enfrentó a los ejércitos franceses de Napoleón contra el austriaco del archiduque Carlos en la localidad de Wagram (actualmente en Austria), en el marco de las guerras napoleónicas de la Quinta Coalición. El resultado final de este combate fue la retirada austriaca, para volver a enfrentarse a los franceses en Znaim los días 10 y 11 de julio de 1809.
La batalla tuvo lugar seis semanas después de la derrota francesa en la batalla de Aspern-Essling, una vez que Napoleón hubo asegurado con refuerzos y fortificaciones la isla de Lobau en el Danubio. En esta ocasión no volvería a cometer el error anterior de lanzarse a cruzar el Danubio con un único puente como enlace entre sus ejércitos y los refuerzos. Se construyó un nuevo puente de pontones para unir Lobau con las islas del norte, en poder del enemigo, y con la ventaja del mal tiempo, la vanguardia francesa se desplazó a solo unos kilómetros al este de Aspern y Essling. Este movimiento obligó a los austriacos a replegarse a las líneas originales de la batalla principal, entre el poblado de Aderklaa, por el extremo derecho austriaco (directamente al norte de la isla de Lobau) y el poblado de Markgrafneusiedl, por el sector izquierdo (al noreste de la isla de Lobau), de acuerdo a los planes previos de batalla del archiduque Carlos.
En cuestión de horas, Bonaparte dominaba una gran área, que aún podría haber sido mayor de no ser por el contraataque del Archiduque Carlos y sus granaderos, que detuvieron el avance francés. El Archiduque tomó entonces la iniciativa y atacó a la mañana siguiente la débil posición francesa comprendida entre la línea de Aderklaa y la isla de Lobau, es decir, el flanco izquierdo y la retaguardia francesa. La batalla por el pueblo de Aderklaa fue particularmente muy desgraciada y sangrienta, fundamentalmente para las tropas sajonas del IX Cuerpo de Ejército francés, comandadas por el mariscal Bernadotte, ya que al usar uniformes blancos, igual que los oponentes austriacos, fueron confundidos los sajones con estos últimos y atacados por los mismos aliados franceses, lo que causó una desbandada masiva de tropas. Un enfurecido Napoleón depuso al mariscal y lo expulsó del ejército por esta derrota. La siguiente vez que Napoleón se encontraría con Bernadotte en el campo de batalla sería en calidad de enemigo.
Mientras esto sucedía, más austriacos ponían en serio peligro los vitales puentes hacia Lobau. Una vez más, Napoleón había conducido a sus hombres a una situación muy complicada. Por fortuna para el ejército francés, los refuerzos del mariscal Masséna y la artillería apostada en grandes baterías dentro de la isla de Lobau detuvieron el avance austriaco, y finalmente la batalla dio un vuelco cuando las fuerzas del mariscal Davout golpearon sobre el flanco izquierdo austriaco. Respecto de esta zona del campo de batalla, el Archiduque Carlos esperaba el pronto arribo de las tropas de su hermano menor, el Archiduque Juan de Habsburgo-Lorena, quien aparecería desde Pressburgo, al sudeste de campo de batalla, con otros 12.500 hombres más. Sin embargo, esas tropas no llegarían a tiempo para participar en esta batalla.
El ataque decisivo, liderado por el general Macdonald, se desencadenó entonces contra el centro del ejército austriaco, al sur de Aderklaa, con sus tropas formando un pintoresco "gran cuadro" y, tras un feroz combate, rompió las extenuadas líneas del Archiduque Carlos, dividiendo a su ejército. Lo anterior, sumado a que el mariscal Davout sobrepasaba sus tropas del flanco izquierdo y, el saber que su hermano no llegaría a participar en la batalla como se había planificado, a las 14:00 horas aproximadamente, hizo que el Archiduque Carlos ordenase la retirada del campo de batalla sin oposición ni persecución de los agotados franceses. 
Debido a su acción, Macdonald ganó por ello el único ascenso a Mariscal de Campo por méritos en combate, a pesar de que lo hizo sobre un mar de cadáveres. Entre muertos y heridos, 50 000 hombres de ambos ejércitos yacían sobre el campo de batalla;
Para las 17:00 horas, el descanso del ejército victorioso en el campo de batalla se vio interrumpido ante el avistamiento de nuevas tropas de caballería austriaca por el pueblo de Ober Siebenburnn, localizado al Este del campo de batalla. La llegada tardía del contingente del Archiduque Juan causó alarma en las agotadas tropas francesas. Sin embargo, solo tuvo ese efecto, puesto que las tropas austriacas volvieron sobre sus propios pasos al notar que ya no estaban combatiendo.
La retirada del Ejército del Archiduque Carlos se realizó de una manera tan organizada y sistemática que impidió conocer su dirección exacta hasta dos días después, lo que permitiría entonces desencadenar una nueva persecución del ejército francés que condujo a un nuevo y sangriento enfrentamiento entre ambos ejércitos los días 10 y 11 de julio de 1809 en Znaim o Znojmo, donde los representantes de ambos bandos acordaron un armisticio, para luego firmar la paz definitiva con el Tratado de Schönbrunn, en virtud del cual Austria entregó varios territorios y firmó una alianza con Francia. Un año después se celebró el matrimonio entre la hija del emperador austriaco, María Luisa, y Napoleón I.
Existe gran discusión sobre las bajas del ejército francés. Parece razonable la cifra de 27.500 muertos y heridos y unos 10 000 prisioneros y desaparecidos. Entre las bajas francesas, hay que incluir 40 generales. Asimismo, perdieron 12 águilas y 21 cañones. Los austriacos, por su parte, se estima que tuvieron 23.750 muertos y heridos, 7000 prisioneros y cerca de 10 000 desaparecidos, muchos de los cuales llegaron más tarde a sus regimientos. Asimismo, perdieron 10 estandartes y 20 cañones.
Es importante destacar que, entre los más asombrados por el despliegue organizacional y la bravura en la pelea demostrada por el ejército austriaco, figuró el mismo Napoleón quien, ante los comentarios peyorativos de sus oficiales respecto del ejército austriaco, replicaba en defensa de este: «¡Señor, cuánto se nota que no estuvo usted en Wagram!».